# Brijač
Le mont Brijač (en serbe cyrillique : Бријач) est un sommet des monts Zlatibor, un massif situé dans la région de Stari Vlah au sud-ouest de la Serbie. Il s'élève à une altitude de 1 480 m.
Par sa hauteur, le mont Brijač est le deuxième sommet du massif de Zlatibor, après le mont Tornik (1 496 m) et avant le mont Čigota (1 422 m). Il est le point culminant du massif de Murtenica qui se situe au sud-est des monts Zlatibor et il est parfois appelé Brijač na Murtenicu, « Brijač sur la Murtenica ».